# Jonathan Borlée
Jonathan Borlée, född den 22 februari 1988, är en belgisk friidrottare som tävlar i kortdistanslöpning. Hans tvillingbror Kevin Borlée hans bror Dylan Borlée och hans syster Olivia Borlée är även de friidrottare.
Borlée tävlar främst på 400 meter och blev fyra vid junior-VM 2006. Som senior deltog han vid Olympiska sommarspelen 2008 i Peking där han blev utslagen i semifinalen på 400 meter. 
Han ingick tillsammans med Cedric van Branteghem, Kévin Borlée och Antoine Gillet i det belgiska stafettlag som blev silvermedaljörer vid inomhus-VM 2010 på 4 x 400 meter.

## Personliga rekord
- 400 meter - 44,78 från 2009